# Cortège catalan
Le Cortège catalan est une pièce pour grand orchestre composée par Déodat de Séverac, publiée en 1918.

## Composition
Déodat de Séverac compose son Cortège catalan à une date indéterminée, pendant la Première Guerre mondiale : la partition est publiée par Rouart-Lerolle et Cie, en 1918.

## Présentation
L'œuvre est en un seul mouvement, et se présente « sous la forme d'une joyeuse marche nuptiale d'esprit populaire et festif ».

## Discographie
- Déodat de Séverac : Inédits, Œuvres pour orchestre par l'Orchestre de la Suisse romande, dir. Roberto Benzi (Victoria Hall de Genève, du 20 août au 1er septembre 2004) CD RSR 6197, 2006

### Monographies
- Jean-Bernard Cahours d'Aspry, Déodat de Séverac, musicien de lumière. Sa vie, son œuvre, ses amis (1872-1921), Atlantica-Séguier, coll. « Carré Musique », 2001, 145 p. (ISBN 978-2-84049-235-1).
- Pierre Guillot, Déodat de Sévérac : musicien français, Paris, L'Harmattan, 2010, 354 p. (ISBN 978-2-296-13156-9, présentation en ligne).